# Salle omnisports Laetitia Nantes
 (avril 2025).
Si vous disposez d'ouvrages ou d'articles de référence ou si vous connaissez des sites web de qualité traitant du thème abordé ici, merci de compléter l'article en donnant les références utiles à sa vérifiabilité et en les liant à la section « Notes et références ».
La salle du CSC Laetitia Nantes est un équipement omnisports  situé à Nantes au no 49 rue Chanoine-Larose dans le quartier Breil - Barberie, près de l'église sainte-Thérèse. 
Elle est constituée de plusieurs espaces : une salle omnisports, une salle de gymnastique, une salle de danse, une salle de musculation, deux salles polyvalentes à l'étage et une cafétéria.

## Histoire
Avant les salles sportives, le terrain accueillait un ancien monastère catholique. Après le transfert de CSC Laetitia Nantes dans ses nouveaux locaux, la salle omnisports a été la première salle couverte de Nantes.
Le club utilise également plusieurs salles dans la ville de Nantes : les gymnases de la Barboire, de Coubertin, de Chantenay ou encore Victor-Hugo.

## Accès
Le site est accessible par les transports en commun de l'agglomération nantaise :
- Ligne 3 du tramway, station Alexandre Vincent-Ste-Thérèse.